# Бруна Брунеллески
«Бруна Брунеллески» — акварель английского художника-прерафаэлита Данте Габриэля Россетти, созданная в 1878 году. В настоящее время находится в собрании Музея Фицуильяма.
Работа напоминает масляный портрет («Миссис Уильям Моррис») Джейн Моррис, созданный Россетти в 1868 году. Искусствовед Вирджиния Сёртис предполагает, что акварель была создана в качестве эскиза для большого портрета Джейн Моррис. В своём письме к Джейн он писал, что не желал бы, чтобы она стала предметом разговоров посторонних людей и не была непосредственно связана с этим портретом, поэтому назвал свою работу «Бруна Брунеллески» с отсылкой на тёмные волосы и смуглый цвет лица (слово 'brune' переводится как коричневый). Также он собирался назвать эту работу «Виттория Колонна», но впоследствии решил уйти от сравнения себя с Микеланджело. Акварель приобрёл Леонард Валпи, однако позже Россетти попросил вернуть её на доработку; в 1883 году владельцем стал С. У. Миллз.